# Левіко-Терме
Левіко-Терме (італ. Levico Terme, вен. Łevico Terme) — муніципалітет в Італії, у регіоні Трентіно-Альто-Адідже,  провінція Тренто.
Левіко-Терме розташоване на відстані близько 470 км на північ від Рима, 16 км на схід від Тренто.
Населення — 7826 осіб (2014).
Щорічний фестиваль відбувається третьої неділі липня. Покровитель — SS. Redentore.

## Демографія
Населення за роками:

Станом на 1 січня 2023 року в муніципалітеті офіційно проживало 700 іноземців з 59 країн, серед них 227 громадян країн Євросоюзу та 30 громадян України.

## Сусідні муніципалітети
- Азіаго
- Борго-Вальсугана
- Кальдонаццо
- Фрассілонго
- Лузерна
- Новаледо
- Перджине-Вальсугана
- Ротцо
- Тенна
- Віньола-Фалезіна